# Teotónio Manuel Ribeiro Vieira de Castro
Dom Teotónio Manuel Ribeiro Vieira de Castro (Porto, 27 de julho de 1859 — Goa, 16 de maio de 1940) foi um prelado português. Foi nomeado bispo de São Tomé de Meliapor em 1899, cargo que exerceu até 1929, quando foi nomeado Arcebispo de Goa e Damão e Patriarca das Índias Orientais. Morreu no exercício do cargo.
Foi seu principal consagrante Dom António José de Sousa Barroso. Foi o principal consagrante de Dom António Maria Teixeira e de Dom Manuel de Medeiros Guerreiro.
A 4 de junho de 1931, foi agraciado com o grau de Grã-Cruz da Ordem Militar de Cristo.